# باشگاه فوتبال بیگلسوید تاون
باشگاه فوتبال بیگلسوید تاون (به انگلیسی: Biggleswade Town Football Club) یک باشگاه فوتبال در شهر بیگلسوید، کشور انگلستان است که در سال ۱۸۷۴ میلادی تأسیس شده‌است.